# Котеляк Лідія Леонідівна
Лідія Леонідівна Котеляк (* 13 січня 1963 р., с. Селець Народицького району Житомирської області;) — народний депутат України, член партії Всеукраїнське об'єднання «Батьківщина» з 2008 року по 2014 рік, перший заступник голови Львівської обласної партійної організації з 2010 року по 2014 рік. Голова Львівської обласної громадської організації «Жінки Батьківщини» з 2008 року.

## Біографія
Ліда Котеляк народилась в простій селянській сім'ї — батько працював токарем, мати швеєю. Зростала, як і всі сільські діти, за роботою в полі та навчанням у школі. У 1980 році закінчила школу із відзнакою.
Здобувати освіту поїхала до Львова. У 1983 році закінчила Львівський технікум легкої промисловості з червоним дипломом. Працювала 6 років на Львівській фабриці індивідуального пошиву товарознавцем. Потягом 1989 року займала посаду контролера у Львівському комбінаті громадського харчування. У 1992—1994 — товарознавець кооперативу «Фасад», 1994—1995 — товарознавець ПП Галес.
У 1996 році Ліда Котеляк закінчила Державний університет «Львівська політехніка» економічний факультет. Після здобуття вищої освіти відкрила власну справу — студію звукозапису «Ліда», яка за кілька років перетворилась на солідне підприємство, лідера серед компаній у Західному регіоні України. Найважливіше завдання компанії — це збереження української пісні, української культури, підтримка талановитих українських виконавців, а особлива увага приділяється розвитку дитячої творчості.

## Політична та громадська діяльність
У 2008 році вступила до Всеукраїнського об'єднання «Батьківщина». У 2010 році Ліду Котеляк обирають першим заступником голови Львівської обласної партійної організації ВО «Батьківщина». На цій посаді Ліда Котеляк проявляє себе як хороший організатор, відмінний координатор, дисциплінований партієць, чудовий оратор, авторитетний лідер, далекоглядний та вольовий політик.
На парламентських виборах 2012 року була обрана народним депутатом України від ВО Батьківщини" по одномандатному мажоритарному виборчому округу № 123. У грудні 2012 року увійшла до фракції ВО «Батьківщина» у Верховній Раді та стала членом Комітету Верховної Ради з питань екологічної політики, природокористування та ліквідації наслідків Чорнобильської катастрофи.
У 2008 році Лідію Котеляк обрано головою Львівського осередку Всеукраїнської громадської організації «Жінки Батьківщини». За 4 роки активної діяльності під керівництвом Лідії Котеляк — щоденні благодійні акції; зустрічі з жінками; піклування та постійна допомога малозабезпеченим сім'ям, інвалідам, дітям-сиротам, ветеранам тощо; організація центрів юридичної та психологічної допомоги жінкам; створення кризових центрів та телефонів довіри для підлітків і юнаків; організація конкурсів, спортивних змагань, творчих фестивалів для дітей; проведення концертів у містах і селах області із залучення творчої молоді; безперервні заходи, спрямовані на розвиток науки і освіти, охорону і збереження культурної спадщини, підтримку української мови та пісні, Львівський осередок «Жінки Батьківщини» визнаний найкращим в Україні.
2014 рік — Ліду Котеляк виключили з Всеукраїнського об'єднання «Батьківщина» за зраду партійних інтересів.

## Сім'я
Чоловік Володимир, сини: старший Андрій; середній син Ігор — продовжує керівництво компанією «Ліда»; молодший Володя.